# 人类的最后考试
人类的最后考试（英語：Humanity's Last Exam，HLE）是针对语言模型的一个基准测试。它由2500个前沿学术难题组成，其所涉学科包罗万象，由人工智能安全研究所和Scale AI联合创建。

## 创意
斯坦福大学人本人工智能研究院(HAI)的《 2025 年人工智能指数报告》指出，“人类的最后考试”是“更具挑战性的基准测试”之一，皆在应对此前流行的人工智能基准测试已达到“饱和”的情况。 
“人类的最后考试”据称是机器学习研究者兼人工智能安全研究所主任 丹·亨德里克斯 的创意。他表示，自己在与埃隆·马斯克交谈后受到启发，从而创建了该基准测试。埃隆·马斯克认为现有语言模型的基准测试过于简单。
丹·亨德里克斯 与 Scale AI 合作，编纂了此基准测试中的题目。 这些题目由世界各地不同学术机构的专家提供，以群众外包的形式编写。  专家提交的题目首先将由领先的人工智能模型进行筛选；如果模型无法回答问题，或者在选择题上的表现比随机猜测更差，则继续由人类专家进行两轮审核，最终批准纳入基准测试数据集。
所出题目评分最高的研究者，可瓜分 50 万美元的奖金——评分排名前 50 位的问题，每题可获得 5000 美元奖金，在此之后的 500 个问题，每题可获得 500 美元奖金。
在初始版本发布后，其“社区反馈漏洞赏金计划”开放，以识别并删除数据集中的重大错误。 

## 组成
该基准测试由公开发布的 2500 道题组成。相关论文将所有题目分为以下几大类：数学（41%）、物理（9%）、生物/医学（11%）、人文/社会科学（9%）、计算机科学/人工智能（10%）、工程学（4%）、化学（7%）和其他（9%）。约 14% 的题目需要同时理解文本和图像的能力，即多模态学习。 有 24% 的题目是多项选择题；其余的是简答题、精确匹配题。此外还维护了一个不公开的测试集，防止基准测试过拟合。 
例如这道题目： 
Hummingbirds within Apodiformes uniquely have a bilaterally paired oval bone, a sesamoid embedded in the caudolateral portion of the expanded, cruciate aponeurosis of insertion of m. depressor caudae. How many paired tendons are supported by this sesamoid bone? Answer with a number.

## 测试报告
| 开发组织      | 模型                           | 准确率（%）↑ | 校准误差（%）↓ |
| ------------- | ------------------------------ | ------------ | -------------- |
| 谷歌 DeepMind | Gemini 2.5 Pro Preview (06-05) | 21.64        | 72             |
| OpenAI        | o3 (high)                      | 20.32        | 34             |
| Anthropic     | Claude Opus 4 (Thinking)       | 10.72        | 73             |
| Meta AI       | Llama 4 Maverick               | 5.68         | 83             |
| Mistral AI    | Mistral Medium 3               | 4.52         | 77             |
| 亚马逊云      | Nova Pro                       | 4.40         | 80             |

| 开发组织 | 模型             | 准确率（%）↑ | 校准误差（%）↓ |
| -------- | ---------------- | ------------ | -------------- |
| DeepSeek | DeepSeek-R1-0528 | 14.04        | 78             |
| OpenAI   | o3-mini (high)   | 13.37        | 80             |
| 阿里云   | Qwen3-235B-A22B  | 11.75        | 74             |
| 亚马逊云 | Nova Micro       | 4.41         | 84             |